# Marina Kälin
Marina Kälin (* 28. Juli 2003) ist eine Schweizer Skilangläuferin.

## Werdegang
Kälin, die für den Alpina St. Moritz startet, nahm von 2019 bis 2023 an U18- und U20-Rennen im Alpencup teil, wobei sie in der Saison 2022/23 die U20-Gesamtwertung gewann. Bei den Olympischen Jugend-Winterspielen 2020 in Lausanne belegte sie den 14. Platz über 5 km klassisch sowie den 12. Rang im Sprint und im Cross. In den folgenden Jahren lief sie bei den Junioren-Skiweltmeisterschaften 2021 in Vuokatti auf den 56. Platz über 5 km Freistil, auf den 35. Rang im 15-km-Massenstartrennen sowie auf den vierten Platz mit der Staffel und bei den Junioren-Skiweltmeisterschaften 2022 in Lygna auf den 29. Platz im Sprint, auf den 25. Rang über 5 km klassisch, auf den 21. Platz im 15-km-Massenstartrennen sowie auf den neunten Platz mit der Staffel. Zudem kam sie beim Europäischen Olympischen Winter-Jugendfestival im März 2022 in Vuokatti auf den 31. Platz im Sprint, auf den 19. Rang über 7,5 km Freistil, auf den 15. Platz über 5 km klassisch und auf den fünften Platz mit der Mixed-Staffel. In der Saison 2022/23 wurde sie Schweizer Meisterin im Teamsprint sowie Schweizer Juniorenmeisterin im Sprint und im 15-km-Massenstartrennen. Außerdem errang sie bei den Junioren-Skiweltmeisterschaften 2023 in Whistler den 12. Platz im Sprint und den fünften Platz im 20-km-Massenstartrennen. Im Rennen über 10 km Freistil gewann sie die Bronzemedaille. Zu  Beginn der Saison 2023/24 nahm sie in Ulrichen erstmals am Alpencup teil, wobei die den sechsten Platz im Sprint, den vierten Platz über 10 km klassisch und den dritten Platz im 10-km-Massenstartrennen errang. Im Januar 2024 kam sie in Oberwiesenthal mit dem dritten Platz im Sprint erneut aufs Podest und startete in Oberhof erstmals im Weltcup, wobei sie mit dem 37. Platz im 20-km-Massenstartrennen ihre ersten Weltcuppunkte erringen konnte. Beim folgenden Weltcup in Goms lief sie mit dem 19. Platz im Sprint erneut in die Punkteränge und wurde Anfang Februar 2024 bei den U23-Weltmeisterschaften 2024 in Planica Sechste über 10 km klassisch sowie jeweils Fünfte mit der Staffel und im Sprint. Außerdem holte sie im 20-km-Massenstartrennen die Goldmedaille.
Ihre Schwester Nadja Kälin ist ebenfalls als Skilangläuferin aktiv.

## Siege bei Continental-Cup-Rennen
| Nr. | Datum            | Ort        | Disziplin                       | Serie    |
| --- | ---------------- | ---------- | ------------------------------- | -------- |
| 1.  | 24. Februar 2024 | Schilpario | 10 km klassisch Individualstart | Alpencup |